# Carl Friedrich Peters
Carl Friedrich Peters, född 30 mars 1779 i Leipzig, död 20 mars 1827 på dårvårdsanstalten Sonnenstein vid Pirna, var en tysk musikförläggare.
Peters förvärvade 1814 det av Franz Anton Hoffmeister och Ambrosius Kühnel grundade musikförlaget "Bureau de Musique" i Leipzig, som fortsattes under firmanamnet "C.F. Peters" och 1863–1900 innehades av Max Abraham samt därefter gick i arv till Henri Hinrichsen. Dess världsbekanta billighetsserie "Edition Peters" påbörjades 1867 och omfattar verk av tonkonstens klassiker, romantiker och nyare mästare samt etydverk för alla musikinstrument och för sång. År 1894 upprättade firman det kostnadsfritt tillgängliga "Musikbibliothek Peters", som sedermera övergick i staden Leipzigs ägo och varifrån en musikhistoriskt värdefull "Jahrbuch" utgavs.